# مقاومة المبيدات

Pesticide application can artificially select for resistant pests. In this diagram, the first generation happens to have an insect with a heightened resistance to a pesticide (red). After pesticide application, its descendants represent a larger proportion of the population, because sensitive pests (white) have been selectively killed. After repeated applications, resistant pests may comprise the majority of the population.

مقاومة المبيدات (بالإنجليزية Pesticide resistance)، تعرف مقاومة المبيدات على أنها قدرة سلالة الحشرات على البقاء حية بشكل طبيعي بعد المعاملة بالجرعة المميتة من المبيدات. هذه القدرة تكونت نتيجة عملية انتقاء لتحمل الأفراد في المجموع
الحشري الذي تعرض للمادة السامة لعدة أجيال. ويرجع تطور المقاومة المبيدات الحشرية عادة نتيجة لزيادة قدرة الحشرة على هدم
المبيدات ليصبح أقل ضررا وطرح ومكوناتها (خروجها من أجسامها)، أيضًا قد تكون ذات صلة بزيادة مقاومة أجسامها أو تغيرات
تركيبة تمنع المبيد من أن يصل إلى موقع التأثير أو إنتاج كميات أكبر من إنزيمات هدم المبيد.
مقاومة المبيدات آخذة في الازدياد. وفي أربعينيات القرن العشرين فقد المزارعون في الولايات المتحدة 7٪ من محاصيلهم بسبب لآفات؛ وعلى مدى الثمانينيات والتسعينات، كانت الخسارة بلغت 13٪، على الرغم من استخدام المزيد من المبيدات. وقد تطور أكثر من 500 نوع من الآفات مقاومة لمبيدات. وتقدر مصادر أخرى أن العدد سيصل إلى حوالي 1000 نوع.